# Bernard Bijvoet

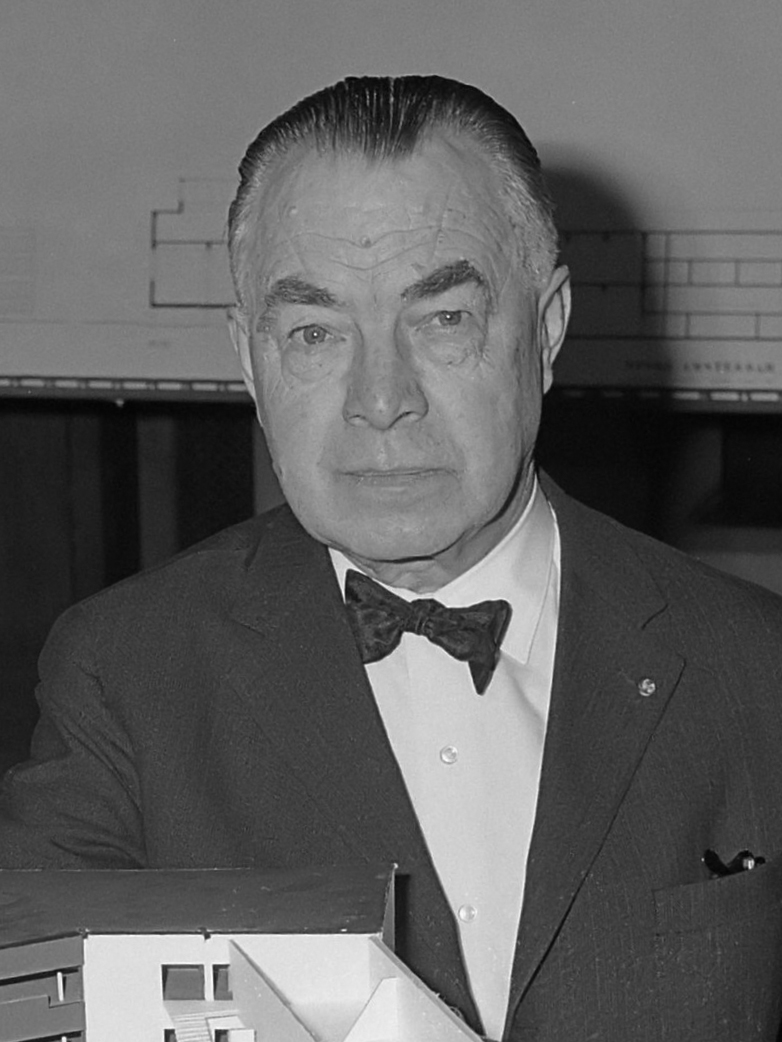
Bernard Bijvoet (1963)

Bernard Bijvoet (Amsterdam, 14 dicembre 1889 – Haarlem, 27 dicembre 1979) è stato un architetto olandese che divenne noto per la sua applicazione dei principi di New Building e New Objectivity.

## Biografia
Il padre di Bijvoet era il produttore di vernici di Amsterdam William Frederik Bijvoet e il suo fratello minore il chimico Johannes Martin Bijvoet. Frequentò il liceo pubblico (HBS) e iniziò i suoi studi nel 1908 presso l'Università tecnica di Delft dove conobbe Jan Duiker. Entrambi terminarono i loro studi nel 1913 e lavorarono per diversi anni nell'ufficio del professor Henri Evers, sebbene avessero opinioni diverse sui suoi progetti per la costruzione del municipio (stadhuis) a Rotterdam.
Nel 1916, Bijvoet e Duiker aprirono il proprio studio di architettura a Zandvoort. Vinsero un concorso per progettare una casa di riposo ad Alkmaar, De Karenhuizen. Inoltre, progettarono il Villadorp Kikjduin (1922-1923), una casa ad Aalsmeer e un drugstore a Zandvoort. I loro progetti per la Torre Tribune a Chicago, Illinois, Stati Uniti d'America e la sede della Società delle Nazioni a Ginevra non vennero realizzati.
Nel 1925, Bijvoet smise di lavorare con Duiker e si trasferì a Parigi. Lì entrò nello studio dell'architetto francese Pierre Chareau. Con lui progettò la Maison de verre a Parigi, la casa Dalsace nel VII arrondissement, 31 rue Saint-Guilleaume. Questo edificio e altre strutture erette in Francia lo resero molto noto, mentre non lo era molto in patria.
Dopo la morte di Duiker, nel 1935, Bijvoet completò il suo progetto per il Grand Hotel Gooiland a Hilversum, ma rimase in Francia. Lì lavorò con architetti come Eugène Beaudouin (1898-1983) e Marcel Lods (1891-1978). Durante la seconda guerra mondiale si trasferì nelle campagne della Dordogna. Dopo la guerra tornò nei Paesi Bassi e fondò uno studio ad Haarlem con l'architetto Gerard Holt. Tra le altre cose, progettò una casa ad Aerdenhout e, insieme a Holt, condomini a Katwijk aan Zee, Hoek van Holland, Rotterdam, Haarlem e Velsen.
Negli anni 1950, progettò appartamenti in varie zone di Amsterdam, ad esempio nell'area di sviluppo di Amsterdam Guizenfeld insieme a Jacob Bakema e altri. Si era inoltre specializzato in acustica teatrale. Insieme al suo socio realizzò l'Holt Theatres a Tilburg e Nimega, e negli anni 1960, ad Apeldoorn e Tiel. Ad Amsterdam, nella Ferdinand Bolstraat, doveva essere costruito un teatro dell'opera con annessa torre alberghiera al posto di una vecchia sala da concerto. Il teatro dell'opera non fu costruito, la torre 
dell'hotel della catena alberghiera Okura venne completata nel 1968-1972 dagli architetti Bijvoet, Holt, Yoshirō Taniguchi e Yōzō Shibata.
Bijvoet si sposò due volte. Dal primo matrimonio ebbe una figlia e un figlio.

## Opere
- 1926-1931: Sanatorium Zonnestraal (Colonia Naazorg), Hilversum con Johannes Duiker e Jan Gerko Wiebenga
- 1926–1927: con Pierre Chareau: Clubhouse del Beauvallon Golf Club
- 1928-1930: con Pierre Chareau: Maison de verre, Parigi, VII arrondissement.
- 1948-1950: con Gerard Holt: Villa Looyen, nella zona dunale di Aerdenhout a Bloemendaal, provincia dell'Olanda settentrionale. Elencato come Rijksmonument dal 2011.
- 1955-1961: con Gerard Holt: Stadsschouwburg Nijmegen
- 1968-1972: Hotel Okura, Amsterdam.
- 1969: Teatro (Agnietenhof), St. Agnietenstraat, Tiel.

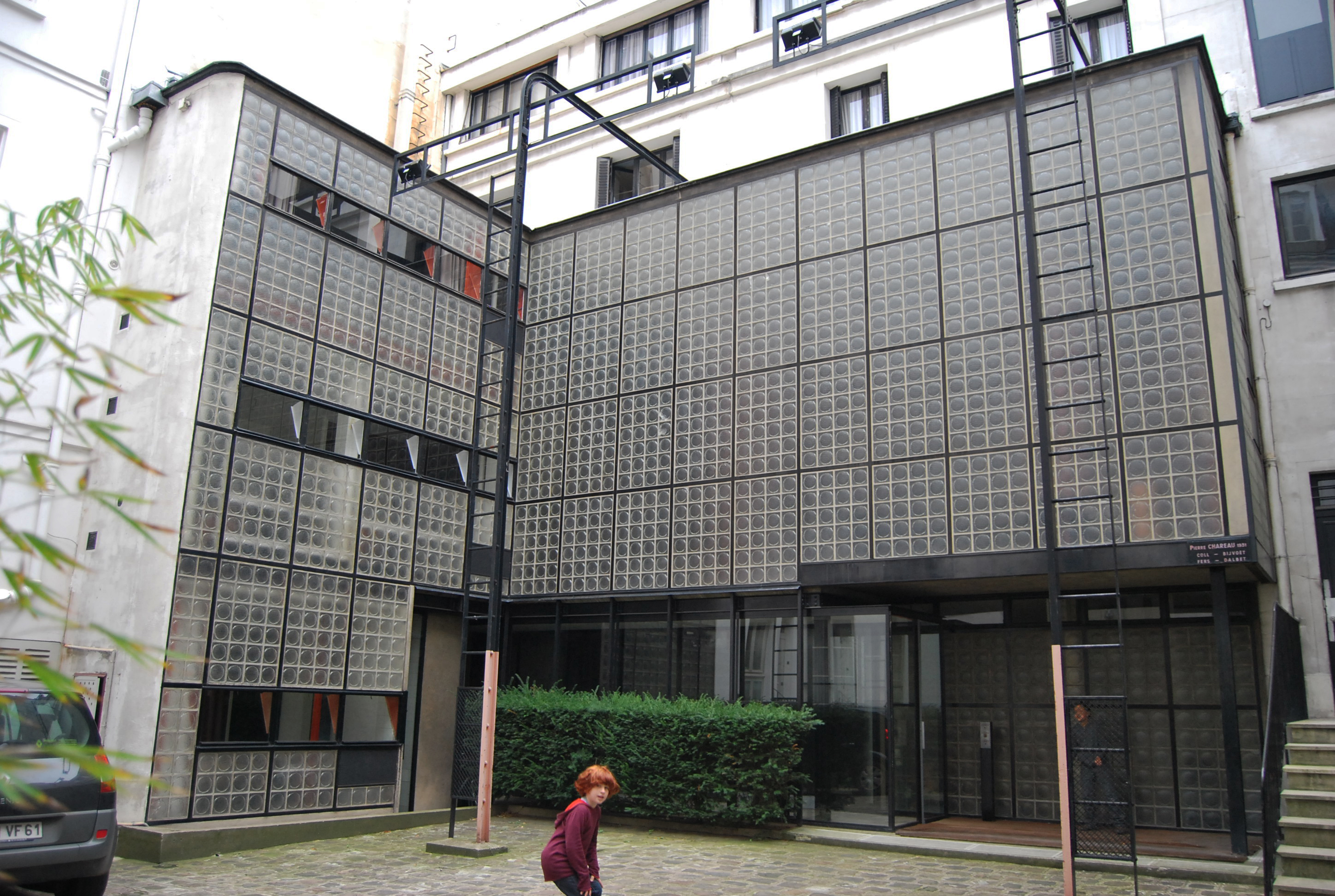
Maison de Verre (Parigi)
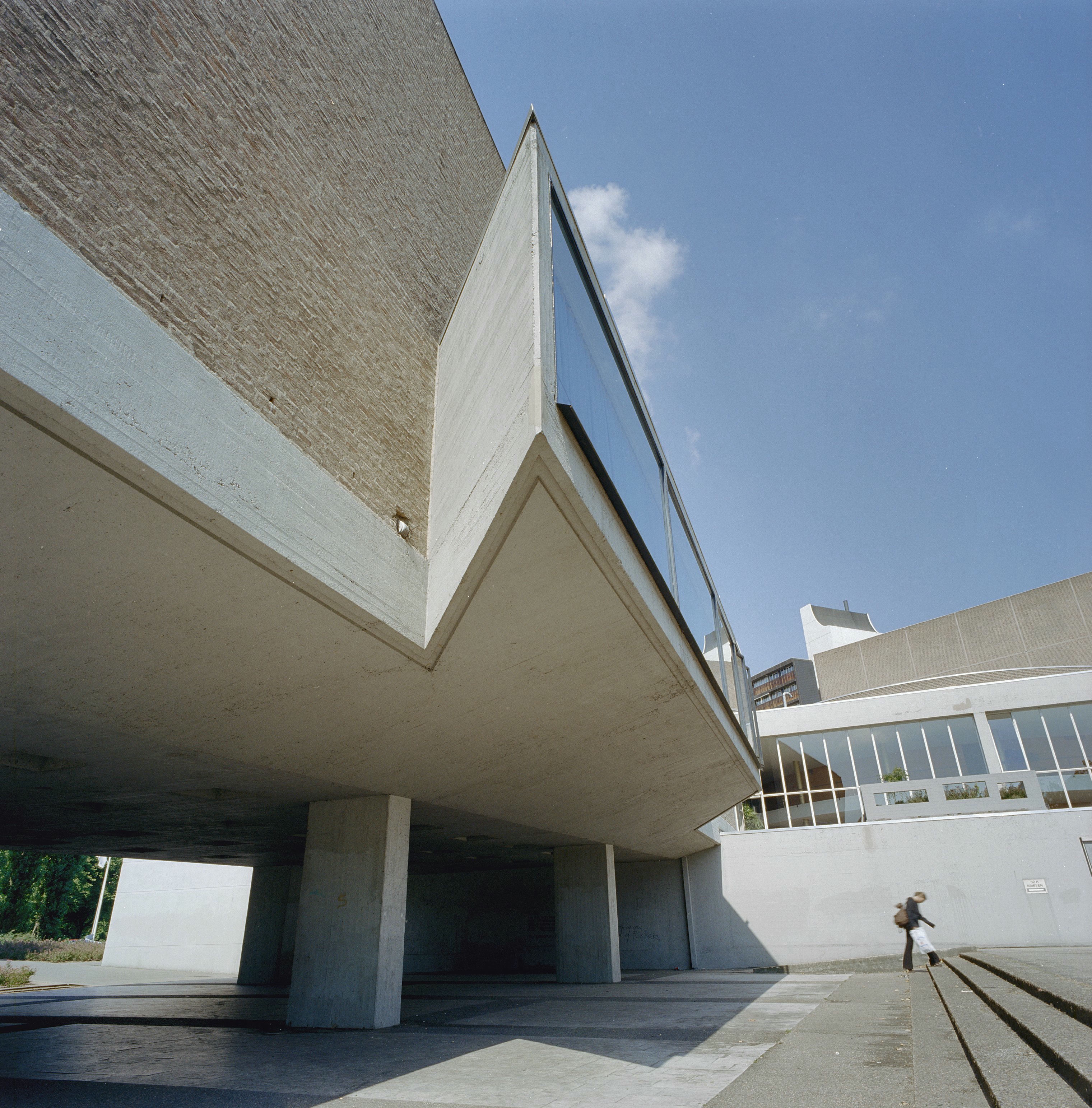
Stadsschouwburg Nimega
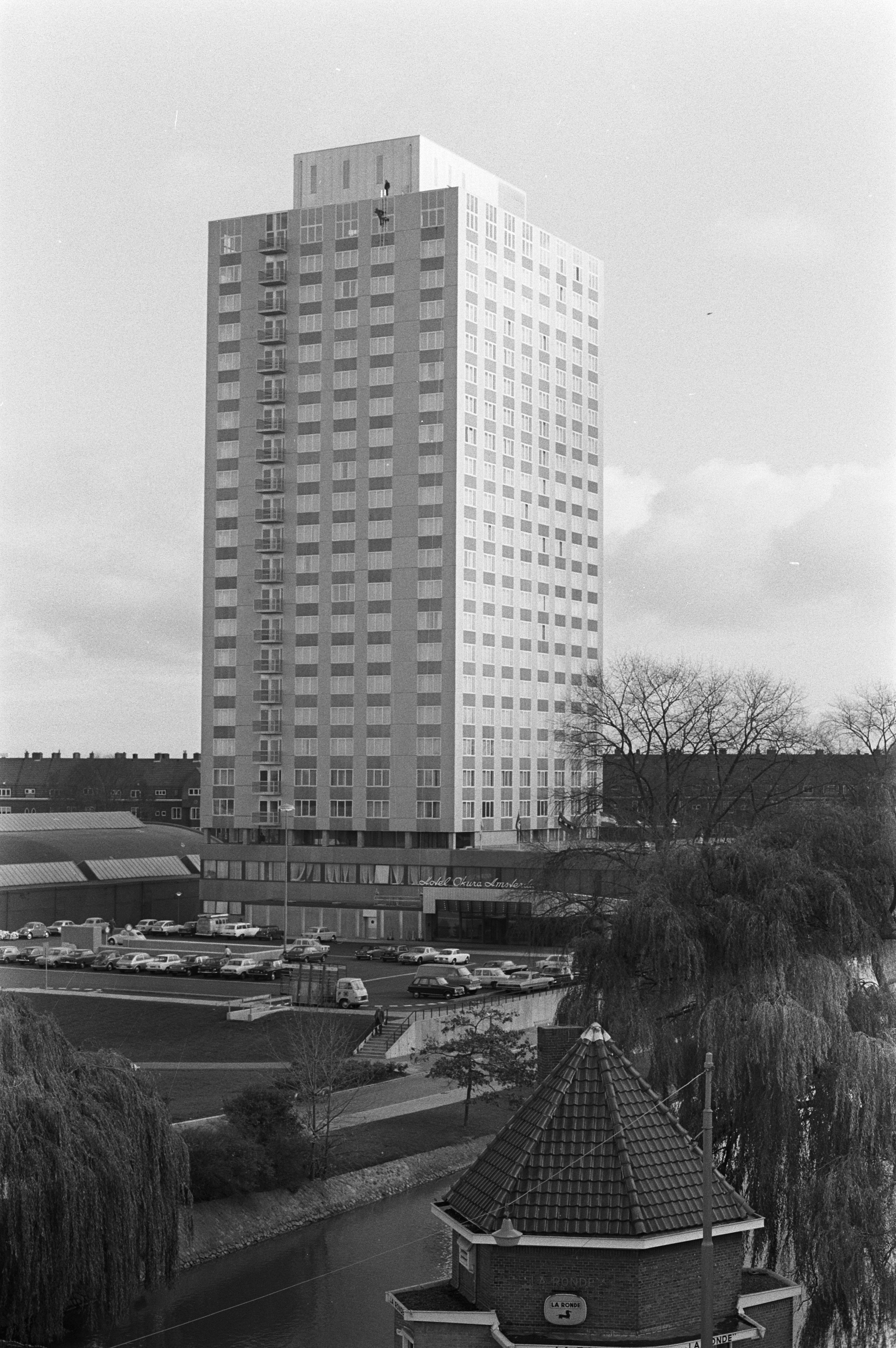
Okura Hotel Amsterdam (1971)

## Riconoscimenti
- Ufficiale dell'Ordine di Orange-Nassau